# 501
Évszázadok: 5. század – 6. század – 7. század
Évtizedek: 450-es évek – 460-as évek – 470-es évek – 480-as évek – 490-es évek – 500-as évek – 510-es évek – 520-as évek – 530-as évek – 540-es évek – 550-es évek
Évek: 496 – 497 – 498 – 499 –  500 – 501 – 502 – 503 – 504 – 505 – 506

## Események

### Európa
- Gundobad burgund király az előző évben tett ígéretét megszegve nem fizet adót a frank Chlodwignak. Összegyűjti csapatait és Vienne-ben ostrom alá veszi fivérét, Godegiselt. Egy áruló bevezeti katonáit a városba, ahol egy ariánus templomban megölik Godegiselt és egy püspököt. A négy társuralkodó fivérből most már csak Gundobad marad életben.
- A nyugat-skóciai gael királyság, Dál Riata uralkodója, Fergus Mór elesik a piktek ellen vívott csatában. Utódja fia, Domangart Réti.
- Laurentius ellenpápa támogatója, Rufius Postumius Festus szenátor azzal vádolja Symmachus pápát, hogy nem a megfelelő időben celebrálta a húsvéti misét. Theoderic itáliai király Ariminumba rendeli a pápát, hogy feleljen a vádakra. Symmachus ott megtudja hogy ezen felül paráználkodás és sikkasztás is szerepel a vádak között. Pánikba esik és az éjszaka leple alatt egy szolgával visszamenekül Rómába; ezt bűnössége beismerésének tekintik és számos püspök elfordul tőle.
- Konstantinápolyban a kocsiversenyzők zöld pártjának hívei fegyvereket csempésznek be az amfiteátrumba és a verseny során rátámadnak a rivális kék pártra. Az összecsapásban háromezren halnak meg.

### Kína
- A Déli Csi államban Hsziao Jen, Jung tartomány kormányzója fellázad az önkényeskedő 18 éves császár, Hsziao Pao-csüan ellen. Hamarosan az ország felét uralma alá vonja és császárrá kiáltja ki az uralkodó 12 éves öccsét, Hsziao Pao-zsungot, aki a Ho uralkodói nevet veszi fel. Az év végére beszorítják Hsziao Pao-csüant a fővárosba, Csiankangba. Az ostrom lassan halad, de újév előtt két főtisztviselő, akik attól tartottak hogy őket fogják vádolni a kormánycsapatok kudarcáért, meggyilkolják a császárt és levágott fejét átadják Hsziao Jennek.

### Korea
- Pekcse királyát, Tongszongot elégedetlen nemesek vadászat közben meggyilkolják. Utóda második fia, Murjong, aki még ebben az évben betör Kogurjóba.

## Halálozások
- Godegisel, burgund király
- I. Fergus, Dál Riata királya
- Hsziao Pao-csüan, Déli Csi királya
- Tongszong, Pekcse királya

## Fordítás
- Ez a szócikk részben vagy egészben  a(z)   501 című angol Wikipédia-szócikk ezen változatának fordításán alapul.  Az eredeti cikk szerkesztőit annak laptörténete sorolja fel. Ez a jelzés csupán a megfogalmazás eredetét és a szerzői jogokat jelzi, nem szolgál a cikkben szereplő információk forrásmegjelöléseként.